# Cattedrali in Venezuela
Questa è una lista delle cattedrali in Venezuela.

## Cattedrali cattoliche
| Cattedrale                                             | Arcidiocesi o Diocesi                          | Località              | Immagine |
| ------------------------------------------------------ | ---------------------------------------------- | --------------------- | -------- |
| Cattedrale di Nostra Signora del Carmine               | Arcidiocesi di Barquisimeto                    | Barquisimeto          |          |
| Cattedrale di Nostra Signora della Corteccia           | Diocesi di Acarigua-Araure                     | Acarigua              |          |
| Cattedrale di San Giovanni Battista                    | Diocesi di Carora                              | Carora                |          |
| Cattedrale di Nostra Signora di Coromoto               | Diocesi di Guanare                             | Guanare               |          |
| Cattedrale di San Filippo apostolo                     | Diocesi di San Felipe                          | San Felipe            |          |
| Cattedrale di Tutti i Santi                            | Arcidiocesi di Calabozo                        | Calabozo              |          |
| Cattedrale di Nostra Signora del Carmelo               | Diocesi di San Fernando de Apure               | San Fernando de Apure |          |
| Cattedrale di Nostra Signora della Candelora           | Diocesi di Valle de la Pascua                  | Valle de la Pascua    |          |
| Cattedrale di Sant'Anna                                | Arcidiocesi di Caracas                         | Caracas               |          |
| Cattedrale di Nostra Signora di Copacabana             | Diocesi di Guarenas                            | Guarenas              |          |
| Cattedrale di San Pietro apostolo                      | Diocesi di La Guaira                           | La Guaira             |          |
| Cattedrale di San Filippo Neri                         | Diocesi di Los Teques                          | Los Teques            |          |
| Cattedrale di San Tommaso                              | Arcidiocesi di Ciudad Bolívar                  | Ciudad Bolívar        |          |
| Procattedrale di Nostra Signora di Fatima              | Diocesi di Ciudad Guayana                      | Puerto Ordaz          |          |
| Cattedrale di Nostra Signora del Carmelo               | Diocesi di Maturín                             | Maturín               |          |
| Cattedrale di Sant'Anna                                | Arcidiocesi di Coro                            | Coro                  |          |
| Cattedrale di Nostra Signora di Coromoto               | Diocesi di Punto Fijo                          | Punto Fijo            |          |
| Cattedrale del Sacro Cuore Eucaristico di Gesù         | Arcidiocesi di Cumaná                          | Cumaná                |          |
| Cattedrale di San Cristoforo                           | Diocesi di Barcelona                           | Barcelona             |          |
| Cattedrale di Santa Rosa da Lima                       | Diocesi di Carúpano                            | Carúpano              |          |
| Cattedrale di Santa Maria del Valle                    | Diocesi di El Tigre                            | El Tigre              |          |
| Cattedrale dell'Assunzione di Maria Vergine            | Diocesi di Margarita                           | La Asunción           |          |
| Cattedrale dei Santi Pietro e Paolo                    | Arcidiocesi di Maracaibo                       | Maracaibo             |          |
| Cattedrale di Nostra Signora del Rosario               | Diocesi di Cabimas                             | Cabimas               |          |
| Cattedrale di Nostra Signora del Perpetuo Soccorso     | Diocesi di El Vigía-San Carlos del Zulia       | El Vigía              |          |
| Cattedrale di Nostra Signora del Carmelo               | Diocesi di Machiques                           | Machiques             |          |
| Cattedrale dell'Immacolata Concezione di Maria Vergine | Arcidiocesi di Mérida                          | Mérida                |          |
| Cattedrale di Nostra Signora del Pilar                 | Diocesi di Barinas                             | Barinas               |          |
| Cattedrale di San Cristoforo                           | Diocesi di San Cristóbal de Venezuela          | San Cristóbal         |          |
| Cattedrale di Nostra Signora della Pace                | Diocesi di Trujillo                            | Trujillo              |          |
| Cattedrale di Nostra Signora del Soccorso              | Arcidiocesi di Valencia in Venezuela           | Valencia              |          |
| Cattedrale di San Giuseppe                             | Diocesi di Maracay                             | Maracay               |          |
| Cattedrale di San Giuseppe                             | Diocesi di Puerto Cabello                      | Puerto Cabello        |          |
| Cattedrale dell'Immacolata Concezione di Maria Vergine | Diocesi di San Carlos de Venezuela             | San Carlos            |          |
| Cattedrale di Sant'Elena                               | Vicariato apostolico di Caroní                 | Santa Elena de Uairén |          |
| Cattedrale di Santa Maria Ausiliatrice                 | Vicariato apostolico di Puerto Ayacucho        | Puerto Ayacucho       |          |
| Cattedrale della Divina Pastora                        | Vicariato apostolico di Tucupita               | Tucupita              |          |
| Cattedrale dell'Assunzione di Maria Vergine            | Esarcato apostolico del Venezuela dei Siri     | Maracay               |          |
| Cattedrale di San Giorgio                              | Esarcato apostolico del Venezuela dei Melchiti | Caracas               |          |

## Cattedrali anglicane
| Cattedrale                | Arcidiocesi o Diocesi                     | Località | Immagine |
| ------------------------- | ----------------------------------------- | -------- | -------- |
| Cattedrale di Santa Maria | Chiesa anglicana episcopale del Venezuela | Caracas  |          |